# Escala (cartografía)

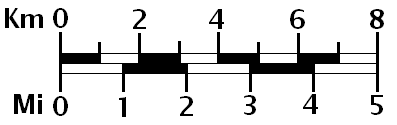
Una escala gráfica o de barras. Un mapa también suele dar su escala numéricamente ("1: 50.000", por ejemplo, significa que un cm en el mapa representa 50.000 cm de espacio real, que son 500 metros).

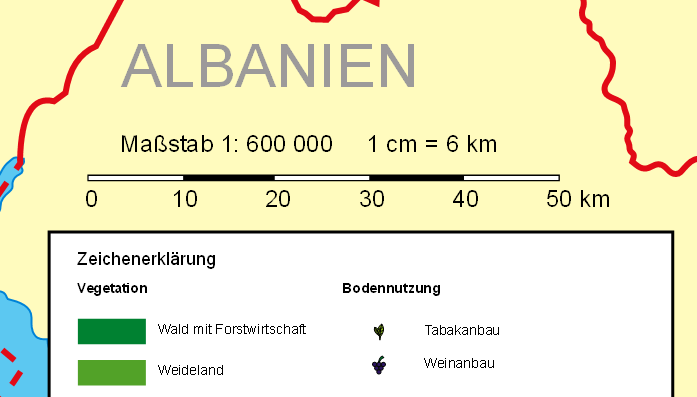
Una escala de barras con la escala nominal, expresada como "1 cm = 6 km" y "1: 600 000" (equivalente, porque 6 km = 600 000 cm)

La escala es la relación de proporción entre las dimensiones reales de un objeto y las del dibujo que lo representa. Por ejemplo, si una escala indica una proporción 1:15 000 significa que un centímetro del mapa representa 15 000 cm en el mundo real.
La primera forma es la  relación entre el tamaño del globo generador y el tamaño de la Tierra. El globo generador es un modelo conceptual al que se reduce la Tierra y a partir del cual se proyecta el mapa. La relación entre el tamaño de la Tierra y el del globo generador se denomina escala nominal (= escala principal = fracción representativa). Muchos mapas indican la escala nominal e incluso pueden mostrar una escala de barras (a veces llamada simplemente escala) para representarla.
El segundo concepto distinto de escala se aplica a la variación de la escala en un mapa. Es la relación entre la escala del punto cartografiado y la escala nominal. En este caso 'escala' significa el factor de escala (= escala de puntos = escala particular).
Si la región del mapa es lo suficientemente pequeña como para ignorar la curvatura de la Tierra, como en el caso de un plano de una ciudad, se puede utilizar un único valor como escala sin provocar errores de medición. En los mapas que cubren áreas más grandes, o toda la Tierra, la escala del mapa puede ser menos útil o incluso inútil para medir distancias. La proyección del mapa se convierte en algo fundamental para comprender cómo varía la escala en todo el mapa. Cuando la escala varía notablemente, se puede contabilizar el factor de escala. La indicatriz de Tissot se utiliza a menudo para ilustrar la variación de la escala de puntos en un mapa.

## Historia
Los fundamentos de la escala cuantitativa de los mapas se remontan a la  China antigua, con pruebas textuales de que la idea de la escala de los mapas se comprendía ya en el siglo II a. C. Los antiguos agrimensores y cartógrafos chinos disponían de amplios recursos técnicos para elaborar mapas, como  varillas de contar, escuadra de carpintero, plomada,  brújulas para dibujar círculos y tubos de mira para medir la inclinación. Los marcos de referencia que postulaban un incipiente sistema de coordenadas para identificar lugares fueron insinuados por los antiguos astrónomos chinos que dividían el cielo en varios sectores o logias lunares.
El cartógrafo y geógrafo chino Pei Xiu del período de los Tres Reinos creó un conjunto de mapas de gran superficie que se dibujaban a escala. Elaboró un conjunto de principios que enfatizaban la importancia de la consistencia de la escala, las medidas direccionales y los ajustes en las medidas del terreno que se estaba cartografiando.

## Tipos de escalas
Existen tres tipos de escalas:
- Escala natural: Es cuando el tamaño  del objeto representado en el plano coincide con la realidad. Existen varios formatos normalizados de planos para procurar ocupar espacios de reducción.
- Escala de reducción: Se utiliza cuando el tamaño físico del plano es menor que la realidad. Esta escala se utiliza para representar piezas (E.1:2 o E.1:5), planos de viviendas (E:1:50), mapas físicos de territorios donde la reducción es mucho mayor y pueden ser escalas del orden de E.1:50.000 o E.1:100.000.
- Escala de ampliación: Se utiliza cuando hay que hacer el plano de piezas muy pequeñas o de detalles de un plano. En este caso el valor del numerador es más alto que el valor del denominador o sea que se deberá dividir por el numerador para conocer el valor real de la pieza

## Mapas a gran escala sin tener en cuenta la curvatura
La región en la que la tierra puede considerarse plana depende de la precisión de las mediciones de estudios. Si se mide solo al metro más cercano, entonces la  curvatura de la tierra es indetectable en una distancia meridiana de unos 100 kilómetros (62,1 mi) y en una línea este-oeste de unos 80 km (a una latitud de 45 grados). Si se mide con una precisión de 1 milímetro (0 plg), la curvatura es indetectable en un meridiano de unos 10 km y en una línea este-oeste de unos 8 km. Así, un plano de la ciudad de Nueva York con una precisión de un metro o un plano de una obra con una precisión de un milímetro satisfarían ambos las condiciones anteriores para el desprecio de la curvatura. Se pueden tratar mediante la topografía plana y se pueden cartografiar mediante dibujos a escala en los que dos puntos cualesquiera a la misma distancia en el dibujo están a la misma distancia en el suelo. Las verdaderas distancias sobre el terreno se calculan midiendo la distancia en el mapa y multiplicando después por el inverso de la fracción de escala o, de forma equivalente, simplemente utilizando divisores para transferir la separación entre los puntos del mapa a una escala de barras en el mapa.

## Escala de puntos (o escala particular)
Como se demostró en el Theorema egregium de Gauss, una esfera (o elipsoide) no puede proyectarse sobre un plano sin que se deforme. Esto se ilustra comúnmente con la imposibilidad de alisar una cáscara de naranja sobre una superficie plana sin romperla y deformarla. La única representación real de una esfera a escala constante es otra esfera como un globo terráqueo
Dado el limitado tamaño práctico de los globos terráqueos, debemos utilizar mapas para realizar una cartografía detallada. Los mapas requieren proyecciones. Una proyección implica una distorsión: Una separación constante en el mapa no se corresponde con una separación constante en el terreno. Aunque un mapa puede mostrar una escala gráfica de barras, la escala debe utilizarse teniendo en cuenta que solo será precisa en algunas líneas del mapa. (Esto se analiza con más detalle en los ejemplos de las siguientes secciones).
Sea P un punto de latitud {\displaystyle \varphi } y longitud {\displaystyle \lambda } en la esfera (o elipsoide). Sea Q un punto vecino y sea {\displaystyle \alpha } el ángulo entre el elemento PQ y el meridiano en P: este ángulo es el ángulo acimut del elemento PQ. Sean P' y Q' los puntos correspondientes de la proyección. El ángulo entre la dirección P'Q' y la proyección del meridiano es el rumbo {\displaystyle \beta }. En general, {\displaystyle alfa}. Comentario: esta distinción precisa entre el acimut (en la superficie de la Tierra) y el rumbo (en el mapa) no se observa universalmente, ya que muchos escritores utilizan los términos casi indistintamente.
Definición: la escala de puntos en P es la relación de las dos distancias P'Q' y PQ en el límite en que Q se acerca a P. Lo escribimos como 
{\displaystyle \mu (\lambda ,\,\varphi ,\,\alpha )=\lim _{Q\to P}{\frac {P'Q'}{PQ}},} donde la notación indica que la escala del punto es función de la posición de P y también de la dirección del elemento PQ.
Definición: si P y Q se encuentran en el mismo meridiano {\displaystyle (\alpha =0)}, la escala del meridiano se denota por {\displaystyle h(\lambda ,\,\varphi )}.
Definición: si P y Q se encuentran en el mismo paralelo {\displaystyle (\alpha =\pi /2)}, la escala paralela se denota por {\displaystyle k(\lambda ,\,\varphi )}.
Definición: si la escala del punto depende solo de la posición, no de la dirección, se dice que es isotrópica y convencionalmente se denota su valor en cualquier dirección por el factor de escala paralelo {\displaystyle k(\lambda ,\varphi )}.
Definición: Se dice que una proyección cartográfica es conforme si el ángulo entre un par de líneas que se cruzan en un punto P es el mismo que el ángulo entre las líneas proyectadas en el punto proyectado P', para todos los pares de líneas que se cruzan en el punto P. Un mapa conforme tiene un factor de escala isotrópico. A la inversa, los factores de escala isótropos a través del mapa implican una proyección conforme.
La isotropía de escala implica que los elementos pequeños se estiran por igual en todas las direcciones, es decir, que se conserva la forma de un elemento pequeño. Esta es la propiedad de ortomorfismo, del griego que significa «forma correcta». El calificativo pequeño significa que con una determinada precisión de medida no se puede detectar ningún cambio en el factor de escala sobre el elemento. Dado que las proyecciones conformes tienen un factor de escala isotrópico, también se han denominado proyecciones ortomórficas. Por ejemplo, la proyección Mercator es conforme ya que está construida para preservar los ángulos y su factor de escala es isotrópico, una función de la latitud solamente: Mercator sí preserva la forma en regiones pequeñas.
Definición: en una proyección conforme con una escala isotrópica, los puntos que tienen el mismo valor de escala pueden unirse para formar las líneas de isoescala. Estas no se trazan en los mapas para los usuarios finales, pero aparecen en muchos de los textos estándar. (Véase Snyder páginas 203-206.)

### La fracción representativa (RF) o escala principal
Hay dos convenciones utilizadas para establecer las ecuaciones de cualquier proyección. Por ejemplo, la proyección cilíndrica equirectangular puede escribirse como
cartógrafos:       {\displaystyle x=a\lambda }      {\displaystyle y=a\varphi }
matemáticos:       {\displaystyle x=\lambda }      {\displaystyle y=varphi}
Aquí adoptaremos la primera de estas convenciones (siguiendo el uso en los estudios de Snyder). Es evidente que las ecuaciones de proyección anteriores definen posiciones en un enorme cilindro envuelto alrededor de la Tierra y luego desenrollado. Se dice que estas coordenadas definen el mapa de proyección que debe distinguirse lógicamente de los mapas reales impresos (o vistos). Si la definición de la escala del punto en la sección anterior es en términos del mapa de proyección, entonces podemos esperar que los factores de escala sean cercanos a la unidad. Para las proyecciones cilíndricas tangentes normales, la escala a lo largo del ecuador es k=1 y, en general, la escala cambia a medida que nos alejamos del ecuador. El análisis de la escala en el mapa de proyección es una investigación del cambio de k lejos de su verdadero valor de unidad.

### Visualización de la escala de puntos: la indicatriz de Tissot

La Proyección de Winkel-Tripel con la indicatriz de deformación de Tissot

Consideremos un pequeño círculo en la superficie de la Tierra centrado en un punto P en la latitud {\displaystyle \varphi } y la longitud {\displaystyle \lambda }. Como la escala del punto varía con la posición y la dirección, la proyección del círculo sobre la proyección estará distorsionada. Tissot demostró que, siempre que la distorsión no sea demasiado grande, el círculo se convertirá en una elipse sobre la proyección. En general, la dimensión, la forma y la orientación de la elipse cambiarán sobre la proyección. La superposición de estas elipses de distorsión sobre la proyección del mapa transmite la forma en que la escala de puntos cambia sobre el mapa. La elipse de distorsión se conoce como indicatriz de Tissot. El ejemplo mostrado aquí es la proyección de Winkel-Tripel, la proyección estándar para los mapas del mundo hecha por la National Geographic Society. La mínima distorsión se produce en el meridiano central a latitudes de 30 grados (Norte y Sur). (Otros ejemplos).

## La terminología de las escalas

### Escala de representación
Las escalas de los mapas pueden expresarse en palabras (una escala léxica), como una proporción o como una fracción. Algunos ejemplos son:
'un centímetro a cien metros'     o    1:10,000   o    1/10,000
'una pulgada a una milla'     o    1:63,360    o    1/63,360
'un centímetro a mil kilómetros'    or   1:100,000,000    o    1/100,000,000.   (La proporción generalmente se abreviaría a 1: 100M)

### Escala de barras frente a escala léxica
Además de lo anterior, muchos mapas llevan una o más escalas de barras (gráficas). Por ejemplo, algunos mapas británicos modernos tienen tres escalas de barras, una para kilómetros, millas y millas náuticas.
Una escala léxica en un idioma conocido por el usuario que puede ser más fácil de visualizar que una proporción: si la escala es de una pulgada a dos millas y el usuario del mapa puede ver dos aldeas que están a unas dos pulgadas de distancia en el mapa, entonces es fácil para averiguar que las aldeas están a unas cuatro millas de distancia en el suelo.
Una escala léxica puede causar problemas si se expresa en un idioma que el usuario no comprende o en unidades obsoletas o mal definidas. Por ejemplo, muchas personas mayores entenderán una escala de una pulgada a un furlong (1: 7920) en países donde las unidades imperiales solían enseñarse en las escuelas. Pero una escala de un pouce a una liga puede ser de aproximadamente 1:144,000, dependiendo de la elección del cartógrafo de las muchas definiciones posibles para una liga, y solo una minoría de los usuarios modernos estarán familiarizados con las unidades utilizadas.

### Gran escala, escala mediana, pequeña escala
Contraste con la escala espacial.
Un mapa se clasifica en pequeña o gran escala o, a veces, mediana. La pequeña escala se refiere a mapas del mundo o mapas de grandes regiones, como continentes o naciones grandes. En otras palabras, muestran grandes áreas de tierra en un espacio pequeño. Se les llama pequeña escala porque la fracción representativa es relativamente pequeña.
Los mapas a gran escala muestran áreas más pequeñas con más detalle, como los mapas del condado o los planos de la ciudad. Estos mapas se denominan a gran escala porque la fracción representativa es relativamente grande. Por ejemplo, un plano de la ciudad, que es un mapa a gran escala, podría estar en una escala de 1: 10,000, mientras que el mapa del mundo, que es un mapa a pequeña escala, podría estar en una escala de 1: 100,000,000.
La siguiente tabla describe los rangos típicos para estas escalas, pero no debe considerarse autoritario porque no existe un estándar:
| Clasificación  | Rango                   | Ejemplos                                                               |
| -------------- | ----------------------- | ---------------------------------------------------------------------- |
| Gran escala    | 1:0 – 1:600.000         | 1:0,00001 mapa de un virus; 1:5000 mapa peatonal de un pueblo          |
| Escala mediana | 1:600.000 – 1:2.000.000 | Mapa de un país                                                        |
| Pequeña escala | 1:2.000.000 – 1:∞       | 1:50.000.000 para el mapa del mundo; 1:1021 para el mapa de la galaxia |

A veces los términos se utilizan en el sentido absoluto de la tabla, pero en otras ocasiones se utilizan en sentido relativo. Por ejemplo, un lector de mapas cuyo trabajo se concentra exclusivamente en mapas de gran escala (como se indica en la tabla previa) puede hacer referencia a un mapa de escala 1:500,000 como de escala pequeña.